# Vamos a vivir
«Vamos a vivir» es el segundo sencillo oficial del álbum debut del grupo Isa TKM, esta canción tiene el segundo lugar en el álbum. 

## Video
En el vídeo aparece el elenco principal de Isa TKM: María (Isa), Reinaldo (Alex), Micaela (Linda), Willy (Rey) y Milena (Cristina) con varios fondos de pantalla verde. 